# Francisco Carlos Garisto
Francisco Carlos Garisto (São Paulo, 1 de janeiro de 1952) é um bacharel em direito, sindicalista e policial federal brasileiro.

## Juventude
Francisco Carlos Garisto nasceu na zona norte de São Paulo, no bairro de Tucuruvi, na época um dos bairros mais perigosos da capital paulista, local onde o Esquadrão da Morte matou vários de seus colegas de infância. Mesmo vindo de uma família pobre, Garisto conseguiu estudar para ingressar no Departamento de Polícia Federal em 1976 através de concurso público.

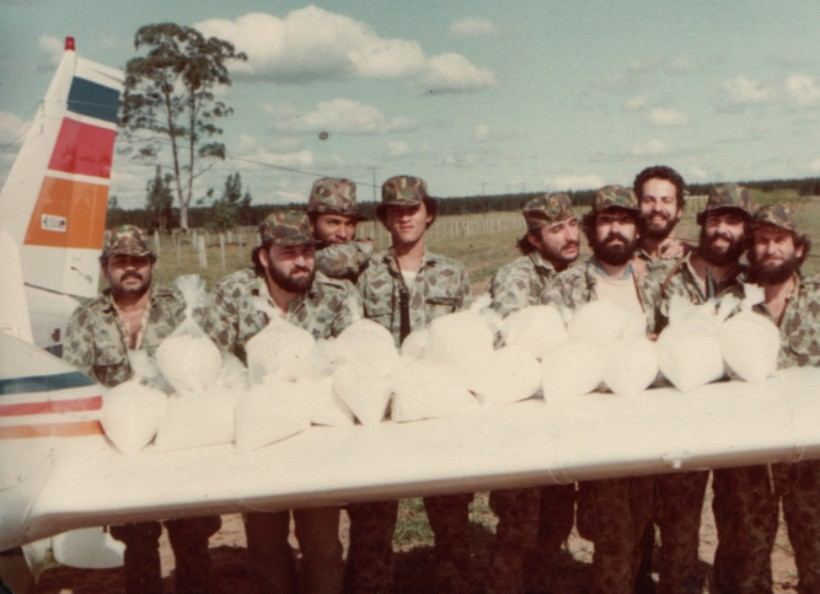
Policiais Federais da DRE-PF-SP

## Atuação policial
Garisto iniciou sua carreira policial na Delegacia de Repressão às Drogas da Polícia Federal de São Paulo. Logo no início da carreira, foi convidado a investigar o Cartel de Medellín, o maior cartel de drogas do mundo na época, chefiado pelo famoso narcotraficante Pablo Escobar. O enfraquecimento do cartel e a morte de Escobar vieram como consequência do trabalho em conjunto com a Drug Enforcement Administration (DEA). Foi a primeira vez que um policial brasileiro conseguiu se infiltrar em um cartel de tráfico de drogas colombiano.
Na PF, Garisto seria ainda chefe de da segurança do Papa João Paulo II em Aparecida, São Paulo, em 1981. Ele foi também segurança do Príncipe Charles e de Lady Di da Inglaterra e dos presidentes americanos Ronald Reagan e Gerald Ford, além dos primeiros ministros, Pierre Trudeau e Helmut Kohl, do Canadá e da Alemanha, respectivamente. Foi Chefe de Segurança da Embaixada do Brasil em Buenos Aires de 1982 a 1984. Em 1989, iniciou a carreira como sindicalista.Até 1990 acumulou as funções de policial federal na delegacia de repressão às drogas e sindicalista.Com a promulgação da Lei 8112/90  - Estatuto do Servidor Público, efetivou a licença ao exercício do mandato classista podendo se dedicar exclusivamente ao exercício sindical na presidência da Fenapef - Federação Nacional dos Policiais Federais.

## Atuação sindical
Em 1989, Garisto fundou o Sindicato dos Policiais Federais do Estado de São Paulo (SINDIPOLF), amparado pela nova constituição brasileira, promulgada no ano anterior. Ele foi o primeiro presidente do sindicato e deu início a uma série de manifestações por melhores condições de trabalho para os policiais paulistas.

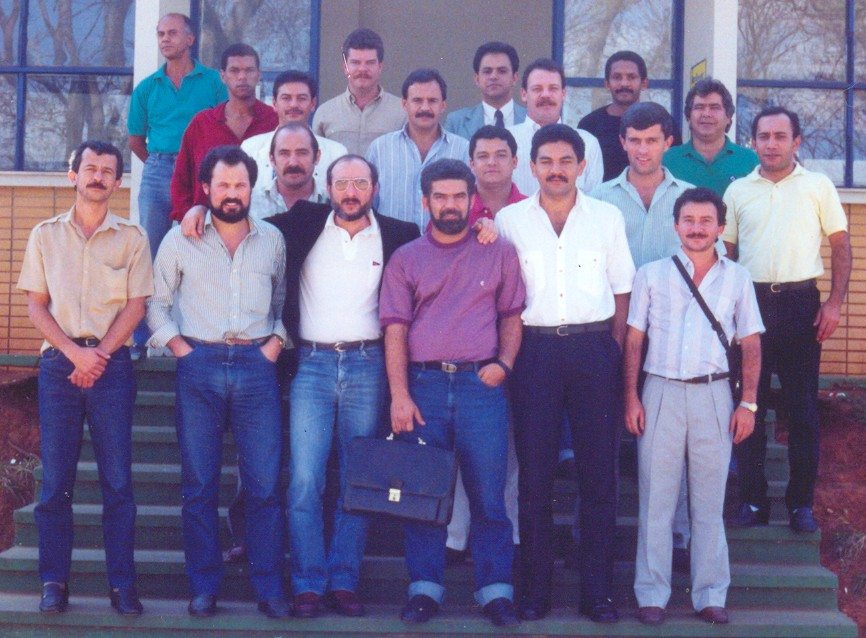
Fundadores da FENAPEF - Brasília-DF - 1990

Em 1990, ajudou a fundar a Federação Nacional dos Policiais Federais (FENAPEF), com sede em Brasília. Na reunião de fundação da FENAPEF foi eleito como primeiro presidente, permanecendo até 1994. Retornou à presidência em 2000, ocupando o cargo até 2006. Na Federação Nacional dos Policiais Federais exerceu também o cargo de Diretor de Comunicação. Atualmente é Presidente no Conselho Consultivo e Membro do Conselho Fiscal.
Durante a sua atuação como sindicalista foi perseguido politicamente e acabou respondendo a inúmeros processos disciplinares e judiciais. Em 1994, chegou a ser demitido por sua atuação sindical, mas o presidente Itamar Franco acabou assinando um decreto de anistia que possibilitou sua volta ao serviço. Foi o primeiro sindicalista do serviço público a ser anistiado no Brasil. A luta do sindicalismo da polícia federal conseguiu transformar a PF, que foi criada na ditadura militar somente para amparar as ações ilegais dos órgãos da repressão, em um órgão respeitado no Brasil e no mundo. O presidente da Fenapef criou a frase que deve nortear as ações da Polícia Judiciária da União (PF) para sempre: "A Polícia Federal é uma polícia do Estado e não do governo".
Garisto comandou durante o governo de Itamar Franco uma greve por melhores condições de trabalho na Polícia Federal por mais de 64 dias. Nesse período, a sede da Polícia Federal em Brasília e as superintendências da PF em São Paulo, Porto Alegre e Foz do Iguaçu foram invadidas, pela primeira vez, por tropas do exército. Essa greve trouxe o aumento orçamentário e salarial para a polícia federal brasileira. Os graves problemas administrativos da Polícia Federal. Faltavam verbas até para combustível, a situação era desesperadora do ponto de vista funcional.Esse debate foi levado para discussão ao Congresso Nacional, onde pela primeira vez na história do Brasil, os parlamentares puderam debater e melhorar as atividades republicanas da Polícia Federal.
Em 2004, no início do governo Lula, os problemas salariais e orçamentários da polícia federal continuaram e acabou gerando manifestações públicas de protestos e muitas audiências, debates e negociações. Mesmo com a ameaça de corte do ponto e demissão dos grevistas, ela acabou durando 70 dias. No final, o ministro da justiça Márcio Thomaz Bastos reconheceu o direito dos grevistas e anunciou que graças a greve, altos investimentos do governo seriam feitos na PF, em equipamentos e na remuneração dos policiais, para deixá-la como o FBI.